# Milovice u Hořic
Milovice u Hořic, bis 1998 Milovice (deutsch Milowitz) ist eine Gemeinde in Tschechien. Sie liegt 20 Kilometer nordwestlich des Stadtzentrums von Hradec Králové und gehört zum Okres Jičín.

## Geographie
Milovice befindet sich im Nordböhmischen Tafelland am Bach Rašínský potok oberhalb dessen Einmündung in den Bašnický potok. Durch das Dorf führt die Europastraße 442 / Staatsstraße 35 zwischen Hradec Králové und Jičín.
Nachbarorte sind Vinice und Hořice im Norden, Ostrov und Třebnouševes im Nordosten, Rašín im Osten, Horní Černůtky und Klenice im Südosten, Stračov im Süden, Bříšťany im Südwesten, Zvínovská und Sukorady im Westen sowie Bašnice und Dobrá Voda u Hořic im Nordwesten.

## Geschichte
Erste Besiedlungsnachweise auf dem Gebiet der Gemeinde stammen aus der Jungsteinzeit. Seit 1197 ist Milovice urkundlich belegt. Im Jahre 1384 wurde die Kirche erstmals erwähnt.
Nach der Aufhebung der Patrimonialherrschaften bildete Milovice ab 1850 eine Gemeinde im Bezirk Hradec Králové. Während des Deutschen Krieges lag Milovice 1866 am Rande des Schlachtfeldes der Schlacht von Königgrätz. Ab 1900 gehörte die Gemeinde zum Bezirk Nová Paka und kam in den 1930er Jahren zum Okres Hořice und 1961 zum Okres Jičín. Milovice wurde am 30. April 1976 nach Bašnice eingemeindet. Seit dem 24. November 1990 besteht die Gemeinde Milovice wieder. Am 1. Jänner 1999 wurde der Name der Gemeinde in Milovice u Hořic geändert.

## Gemeindegliederung
Für die Gemeinde Milovice u Hořic sind keine Ortsteile ausgewiesen.

## Sehenswürdigkeiten

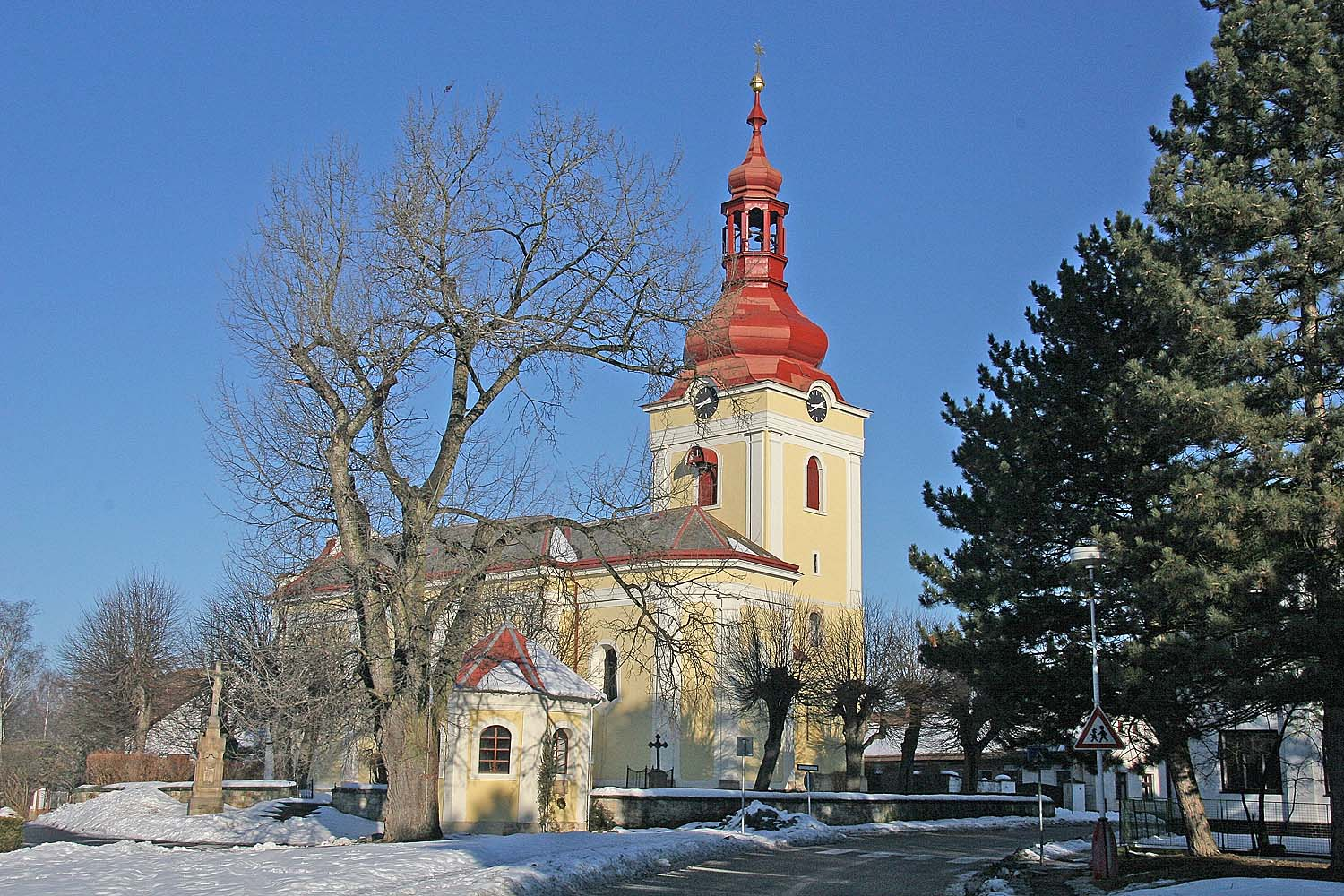
Kirche St. Peter und Paul

- Kirche St. Peter und Paul, das seit 1384 nachweisbare ehemals gotische Bauwerk erfuhr zwischen 1748 und 1758 eine barocke Umgestaltung
- Park über dem neuen Friedhof, angelegt 1877
- Statue des Hl. Franz von Paula, geschaffen 1799, im Park
- Statue des Hl. Johannes von Nepomuk, geschaffen 1812, im Park
- Statue Jungfrau Maria Immaculata, geschaffen 1899, im Park
- Zwei Gedenksteine für Gefallene der Schlacht von Königgrätz